# Steve Lacy's Demo
Steve Lacy's Demo è il primo EP del chitarrista statunitense Steve Lacy, pubblicato il 24 febbraio 2017.
I brani sono stati totalmente registrati e prodotti, dall'iPhone dell'artista.

## Tracce
Testi e musiche di Steve Lacy.
1. Looks – 1:31
2. Ryd – 2:20
3. Dark Red – 2:53
4. Thangs – 1:50
5. Haterlovin – 1:56
6. Some – 3:00